# Atlético Nacional
Maillots
Actualités
La Corporación Deportiva Club Atlético Nacional, appelé plus couramment l'Atlético Nacional, est un club de football colombien fondé le 30 avril 1947 et basé à Medellín, capitale du département d'Antioquia.
Le club est l'un des 3 seuls du pays (avec les Millonarios et Santa Fe) à avoir évolué durant toutes les périodes de l'histoire de la Categoría Primera A colombiana professionnelle.
Jouant ses matchs à domicile dans l'Estadio Atanasio Girardot (également le stade de l'autre grand club de la ville, l'Independiente Medellín, où les deux équipes se rencontrent lors du derby du Clásico paisa), le club n'est pas connu seulement pour être l'un des plus grands (18 championnats nationaux) et populaires de Colombie, mais aussi en Amérique du Sud, se hissant sur la scène continentale à partir des années 1990.
Dans le rang des meilleurs clubs sud-américains du XXe siècle publié par l'IFFHS, le club se classe 13e, étant le second club colombien du classement derrière l'América de Cali (9e). Pour le début de notre siècle (2001-2010), le club se classe 87e mondial, étant le seul club colombien avec l'América de Cali à siéger dans le top 100.

## Histoire

### 1935 à 1946: fondation et amateurisme
En 1935, dans le quartier Buenos Aires de Medellín, plusieurs jeunes qui se réunissent régulièrement sur un terrain en terre appelé La manga de Don Pepe - là où se trouve actuellement la Carrera 39, entre le Théâtre Pablo Tobón Uribe et la Placita de Flórez - décident de fonder leur propre club de football qu'ils nomment Unión,. Un an plus tard, en 1936, l'Unión évolue au sein de la deuxième division de la Liga Antioqueña Amateur de football. Sacrés champions de seconde division en 1942, les joueurs de l'Unión intègrent la première division la saison suivante,. Afin de renforcer l'équipe et d'être compétitive lors de cette-même saison, l'Unión fusionne avec un autre club amateur de la région, l'Indula Foot-Ball Club. L'Unión devient ainsi Unión Indula Foot-Ball Club. L'association entre les deux clubs dure quatre ans, de 1943 à 1947.

## Palmarès
| Compétitions nationales | Compétitions internationales |
| - Championnat de Colombie (18) - Champion : 1954, 1973, 1976, 1981, 1991, 1994, 1999, Ouv. 2005, Ouv. 2007, Cl. 2007, Ouv. 2011, Ouv. 2013, Cl. 2013 et Ouv. 2014, Cl. 2015, Ouv. 2017, Ouv. 2022, Cl. 2024 - Coupe de Colombie (7) - Vainqueur : 2012, 2013, 2016, 2018, 2021, 2023, 2024 - Supercoupe de Colombie (4) - Vainqueur : 2012, 2016, 2023, 2025 | - Copa Libertadores (2) - Vainqueur : 1989, 2016 - Finaliste : 1995 - Coupe intercontinentale (0) - Finaliste : 1989 - Coupe du monde des clubs (0) - Troisième : 2016 - Copa Sudamericana (0) - Finaliste : 2002, 2014, 2016 - Recopa Sudamericana (1) - Vainqueur : 2017 - Copa Interamericana (2) - Vainqueur : 1990, 1997 - Copa Merconorte (2) - Vainqueur : 1998, 2000 |

## Joueurs

### Joueurs les plus capés
| Joueurs                  | Période                               | Matchs |
| ------------------------ | ------------------------------------- | ------ |
| Gilberto Osorio          | 1957-1972                             | 512    |
| Alexis García            | 1987-1998                             | 512    |
| Raúl Navarro             | 1971-1979                             | 453    |
| Abel Álvarez             | 1965-1976                             | 415    |
| Víctor Aristizábal       | 1990-1993, 1994-1995, 2000, 2005-2007 | 379    |
| Gabriel Jaime Gómez      | 1980-1985, 1992-1994                  | 365    |
| René Higuita             | 1986-1991, 1992-1997                  | 364    |
| Gustavo Santa            | 1968-1976                             | 361    |
| Hernán Escobar Echeverry | 1950-1955, 1957-1963                  | 360    |
| Lorenzo Carrabs          | 1980-1986                             | 358    |
| Hernán Darío Herrera     | 1977-1984                             | 354    |

### Meilleurs buteurs
| Joueurs                    | Période                               | Buts |
| -------------------------- | ------------------------------------- | ---- |
| Víctor Aristizábal         | 1990-1993, 1994-1995, 2000, 2005-2007 | 207  |
| John Jairo Tréllez         | 1985-1989, 1991-1994                  | 116  |
| Gustavo Santa              | 1968-1977                             | 101  |
| Humberto Álvarez           | 1950-1960                             | 97   |
| Oswaldo Marcial Palavecino | 1977-1979                             | 84   |
| Hernán Darío Herrera       | 1977-1983                             | 73   |
| Hugo Lóndero               | 1973-1976                             | 73   |
| Juan Jairo Galeano         | 1981-1991                             | 65   |
| Alexis García              | 1986-1998                             | 57   |
| / Sergio Galván Rey        | 2006-2009                             | 53   |